# 390-та навчально-польова дивізія (Третій Рейх)
390-та навчально-польова дивізія (Третій Рейх) (нім. 390. Feldausbildungs-Division) — навчальна піхотна дивізія Вермахту за часів Другої світової війни.

## Історія
390-та навчально-польова дивізія була створена 4 вересня 1942 року в Ганновері з метою підготовки формувань групи армій «Центр» на центральному напрямку німецько-радянського фронту.
Особовий склад надходив на формування підрозділів з VI, IX та XI військових округів. Також поповнення частин дивізії здійснювалося за рахунок персоналу RAD.

## Райони бойових дій
- СРСР (центральний напрямок) (вересень 1942 — червень 1944).

## Командування

### Командири
- генерал-майор Вальтер Гартманн (нім. Walter Hartmann) (10 вересня 1942 — 10 лютого 1943);
- оберст Август Віттманн (нім. August Wittmann) (10 лютого — 3 травня 1943);
- генерал-майор, згодом генерал-лейтенант Ганс Берген (нім. Hans Bergen) (3 травня 1943 — 19 липня 1944).

### Підпорядкованість
| Час     | Корпус | Армія | Група армій (округ) | Штаб          |
| ------- | ------ | ----- | ------------------- | ------------- |
| 1942    |        |       |                     |               |
| жовтень |        |       | Група армій «Центр» | Східний фронт |
| 1943    |        |       |                     |               |
| січень  |        |       | Група армій «Центр» | Східний фронт |
| 1944    |        |       |                     |               |
| січень  |        |       | Група армій «Центр» | Східний фронт |

### Склад
| 1942                                   | 1944                                       |
| -------------------------------------- | ------------------------------------------ |
| 635-й навчально-польовий піхотний полк | навчально-польовий піхотний полк «Шрайбер» |
| 636-й навчально-польовий піхотний полк |                                            |
| 637-й навчально-польовий піхотний полк |                                            |
| —                                      | 390-й запасний батальйон                   |